# Banished (jeu vidéo)
Pour les articles homonymes, voir Banished.
Banished est un jeu vidéo de gestion, uniquement en langue anglaise, créé par Luke Hodorowicz sous le nom de Shining Rock Software.

## Système de jeu
Banished est un city-builder, c'est-à-dire que le but du jeu est de créer une ville et de la gérer en fonction de mécaniques de jeux (bonheur des citoyens, gestion des besoins primaires tels que la nourriture et le chauffage, apports de matières premières, etc.).
De par sa difficulté, le jeu se classe aussi dans la catégorie survival. En effet, la moindre erreur de gestion, le moindre défaut d'anticipation peut provoquer l'effondrement de la cité et entraîner un recul de plusieurs années, voire la mort de tous les habitants. Les causes sont nombreuses : pénurie de nourriture, pénurie de chauffage, pénurie de vêtements, baisse de la productivité à la suite d'un manque d'outils, etc.
Le gameplay repose essentiellement sur la micro-gestion, puisque le joueur est amené à constamment rééquilibrer les tâches auxquelles ses habitants sont affectés, en fonction des besoins de la cité. Par exemple, durant l'hiver, les habitants affectés à l'agriculture le reste de l'année peuvent être employés au défrichage ou à d'autres tâches.

## Développement
Le développement commence en août 2011 et est mené en solo par Luke Hodorowicz par l'intermédiaire du studio Shining Rock Software. Dans une interview donnée en septembre 2013, il confie que la série Anno a été une grande inspiration, et que c'est à cause d'elle qu'il a décidé ne de pas inclure d'affrontement dans le gameplay. Luke Hodorowicz développe son propre moteur pour réaliser le jeu. Initialement, il pense créer un jeu de zombies.
Dans un entretien avec PC Gamer en décembre 2013, il avoue avoir passé environ 5500 heures à développer le jeu, et espéré pouvoir le porter sur Linux et Mac.
Le jeu sort finalement le 18 février 2014, tandis que le support des mods est annoncé en juillet 2014.

## Accueil

### Critique
À sa sortie, Banished recueille des avis plutôt favorables, obtenant ainsi un score de 73% sur Metacritic. Parmi les magazines qui le testent, Polygon lui accorde un 7,5/10, Eurogamer un 6/10, Canard PC un 9/10 et PC Gamer un 70%. Les critiques s'accordent à le reconnaître comme une simulation de survie dont la difficulté décroît avec l'accroissement de la population, où l'aspect gestion de cité prend le pas.

### Vente
Steam Spy estime les possesseurs du jeu sur la plate-forme de distribution Steam à plus de 1,4 million.